# لورا (ممثلة)
لورا ممثلة مصرية ولدت عام 1972م.

## أعمالها[2][3]
- لو كان ده حلم (2001)
- سوق المتعة (2000) قامت بدور ريهام
- أرض الخوف (2000) قامت بدور (فتاة الإستربتيز)
- الرجل الآخر (1999) قامت بدور [هديل]
- البطل (1997) قامت بدور (أوديسا - صديقة بيترو))
- السيد هيصة (1997)